# Ciriaco María Sancha y Hervás
Ciriaco María Sancha y Hervás (Quintana del Pidio, 18 giugno 1833 – Toledo, 26 febbraio 1909) è stato un cardinale e arcivescovo cattolico spagnolo, venerato come beato dalla Chiesa cattolica.

## Biografia
Nacque a Quintana del Pidio il 18 giugno 1833 da Ambrosio Sancha Maestre, un contadino, e Baltasara Hervás Casas. La madre morì quando Ciriaco María aveva dieci anni, dopo aver dato alla luce sette figli, di cui quattro morirono infanti. Lo stesso Ciriaco María appariva alla nascita molto malato, tanto che gli fu amministrato un battesimo di emergenza lo stesso giorno della nascita.
Dopo il 1862 fu a Cuba, dove il 5 agosto 1869 fondò la Congregazione delle Suore della Carità. Nel 1873 fu incarcerato perché si oppose alla nomina di Pedro Llorente Miguel ad arcivescovo di Santiago di Cuba da parte del governo repubblicano spagnolo, senza il consenso della Santa Sede.
Il 28 gennaio 1876 fu eletto vescovo titolare di Areopoli e ausiliare di Toledo. Fu consacrato il 12 febbraio successivo dal cardinale Juan de la Cruz Ignacio Moreno y Maisonave.
Fu trasferito alla sede di Avila il 27 marzo 1882; il 10 giugno 1886 fu nominato vescovo di Madrid e Alcalá de Henares. L'11 luglio 1892 fu promosso alla sede metropolitana di Valencia.
Papa Leone XIII lo elevò al rango di cardinale nel concistoro del 18 maggio 1894. Il 2 dicembre dell'anno successivo ricevette il titolo di San Pietro in Montorio.
Il 24 marzo 1898 divenne arcivescovo di Toledo e primate di Spagna, nonché patriarca delle Indie Occidentali. Partecipò al conclave del 1903, che elesse papa Pio X.
Morì il 26 febbraio 1909 all'età di 75 anni. Nonostante la brillante carriera ecclesiastica, visse e morì in povertà.
Il 18 ottobre 2009 è stato beatificato.

## Genealogia episcopale e successione apostolica
La genealogia episcopale è:
- Cardinale Scipione Rebiba
- Cardinale Giulio Antonio Santori
- Cardinale Girolamo Bernerio, O.P.
- Arcivescovo Galeazzo Sanvitale
- Cardinale Ludovico Ludovisi
- Cardinale Luigi Caetani
- Cardinale Ulderico Carpegna
- Cardinale Paluzzo Paluzzi Altieri degli Albertoni
- Papa Benedetto XIII
- Papa Benedetto XIV
- Cardinale Enrico Enriquez
- Cardinale Francisco de Solís Folch de Cardona
- Vescovo Agustín Ayestarán Landa
- Arcivescovo Romualdo Antonio Mon y Velarde
- Cardinale Francisco Javier de Cienfuegos y Jovellanos
- Cardinale Cirilo de Alameda y Brea, O.F.M.Obs.
- Cardinale Juan de la Cruz Ignacio Moreno y Maisanove
- Cardinale Ciriaco María Sancha y Hervás

La successione apostolica è:
- Cardinale Enrique Almaraz y Santos (1893)
- Vescovo Ramón Peris Mencheta (1894)
- Arcivescovo Salvador Castellote y Pinazo (1896)
- Vescovo Juan José Laguarda y Fenollera (1899)
- Vescovo Wenceslao Sangüesa y Guía (1900)
- Vescovo Francisco García y López (1904)